# Головний сингл
Головний сингл, ведучий сингл, або лід-сингл (англ. lead single) — це перший сингл зі студійного альбому, випущений виконавцем або групою, як правило, перед виходом самого альбому, а також іноді в день виходу альбому.
Подібний термін «дебютний сингл» — це перший сингл, випущений новим виконавцем.

## Стратегії випуску
Виконавці часто обирають пісні, які мають більш швидкий темп, але репрезентують звучання альбому, як головні сингли. Такі пісні часто запам'ятовуються і привертають увагу слухачів. Наступний сингл може бути повільнішим за темпом, щоб продемонструвати діапазон альбому. Такі вокалістки, як Мерайя Кері та Крістіна Агілера, часто дотримуються формули швидкого першого головного синглу з повільною баладою. Наприклад, Майлі Сайрус випустила два сингли для свого альбому Bangerz: швидкий трек «We Can't Stop» був випущений першим, а повільна балада «Wrecking Ball» — другим. Це була успішна практика хеві-метал-гуртів 1980-х років. Girls Aloud вирішили використати «The Show», денс-поп та електропоп-пісню, як головний сингл для свого другого альбому What Will the Neighbours Say? після того, як їхні попередні сингли з дебютного альбому Sound of Underground були «досить пригніченими і примхливими», за словами учасниці гурту Шеріл. Однак не всі артисти вирішують вибрати свій головний сингл за критеріями швидкого темпу. Виконавці можуть випустити головний сингл, який містить повідомлення, яке вони хочуть донести до слухачів, замість пісні з більшим комерційним потенціалом, наприклад, Fall Out Boy, який вирішив випустити пісню «This Ain't a Scene, It's an Arms Race» замість радіо-френдлі «Thnks fr th Mmrs».
Такі японські виконавці, як Хамасакі Аюмі, Амуро Наміе та B'z, можуть випустити від чотирьох до восьми синглів до своїх альбомів, щоб досягти рекордних продажів впродовж тижня після дебюту. Головні сингли в Японії дуже активно рекламуються та рекламуються, у деяких випадках навіть більше, ніж сам альбом. Оскільки продажі альбомів у Сполучених Штатах постійно падають, лейбли звукозапису часто випускають сингли до дати виходу альбому для музичних онлайн-магазинів, зокрема iTunes, за ціною від 0,99 до 1,29 долара США. Ця тенденція стає дедалі більш популярною на багатьох ринках.
Наприкінці 2010-х артисти почали випускати кілька синглів перед тим, як зрештою випустити студійний альбом. Неназваний представник A&R заявив Rolling Stone у 2018 році, що «митець повинен побудувати фундамент для підтримки», і додав, що «коли артисти мають одну велику платівку і починають з нею працювати, це не працює, тому що вони ніколи не мали основи для початку». У тій самій статті наводилися такі приклади, як Cardi B, Каміла Кабельйо та Джейсон Деруло, які випустили чотири або більше синглів до виходу альбому.

## Альбоми з кількома головними синглами
У 2000-х виникла загальна тенденція випускати провідний сингл за кілька місяців до дати виходу альбому. Так само стало звичним, що інші сингли виходять до виходу альбому. Наприклад, Ашер випустив головний сингл «Love in This Club» за чотири місяці до релізу альбому Here I Stand 29 травня 2008 року. Другий сингл «Love in This Club Part II» вийшов за місяць до виходу альбому. Іншим прикладом є альбом Джастіна Тімберлейка 2013 року The 20/20 Experience, який був випущений 19 березня 2013 року. Перший сингл із нього — «Suit & Tie», випущений за 2 місяці до того, як альбом потрапив у магазини. За місяць до релізу альбому вийшов ще один сингл під назвою «Mirrors». Кеті Перрі випустила сингл «California Gurls» 7 травня 2010 року та «Teenage Dream» 23 липня 2010 року, що призвело до виходу альбому Teenage Dream 24 серпня 2010 року. Ед Ширан зробив щось подібне, випустивши обидва «Shape of You» і «Castle on the Hill» як подвійні головні сингли з його альбому ÷, хоча обидві ці пісні були випущені в один день, 6 січня 2017 року. Сингл Oasis 1995 року «Some Might Say» продовжував з'являтися на другому альбомі гурту, (What's the Story) Morning Glory?, хоча на той час це був окремий реліз, а «Roll with It» виступав більше як головний сингл.